# Siete factores de la iluminación

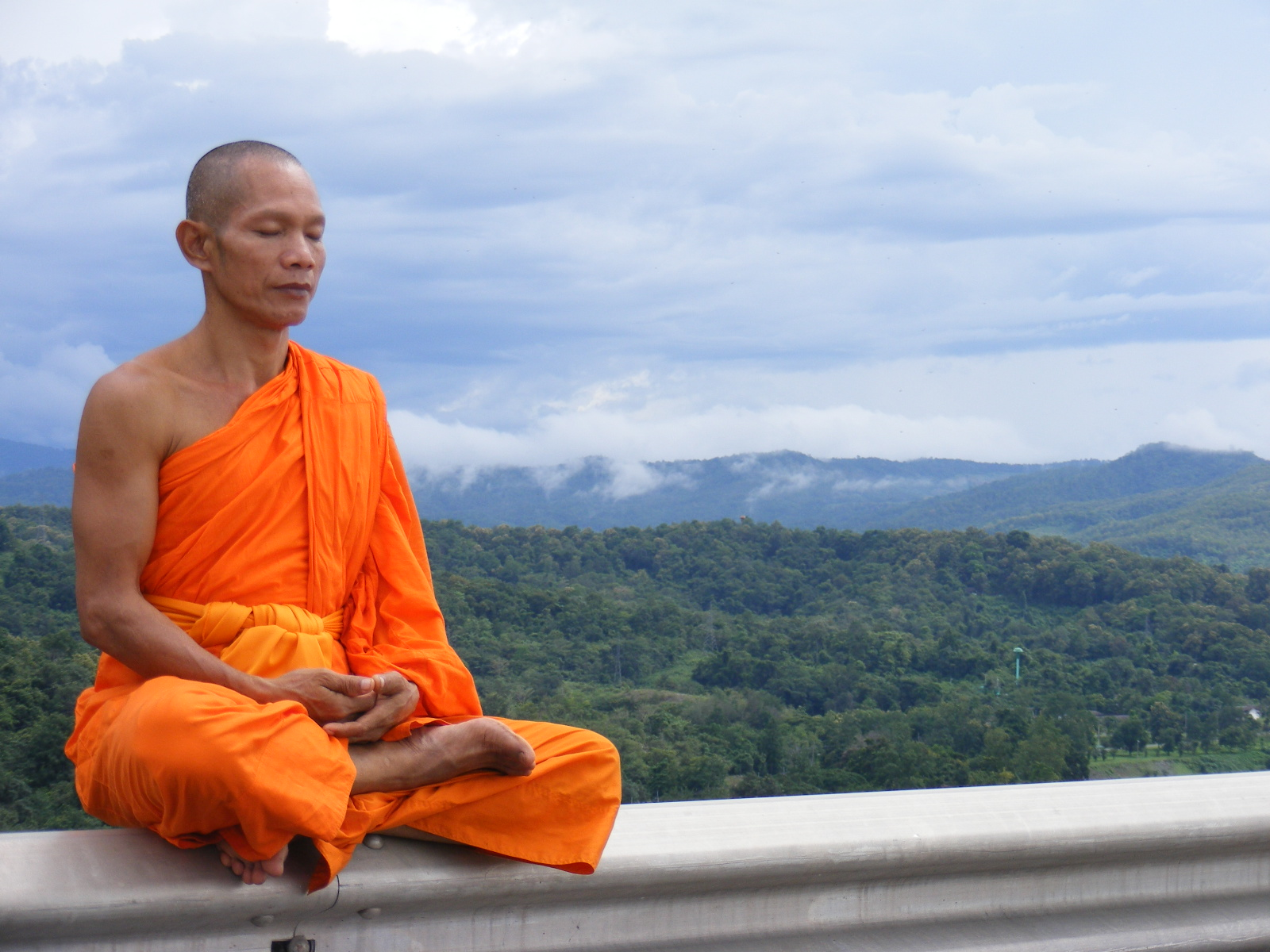
Un monje meditando (la presa Sirikit de Tailandia)

En Budismo, siete factores de la iluminación (En pāḷi: satta bojjhaṅgā)son descritos por el Buda como factores que conducen a la iluminación cuando se desarrollan, son listados como:
- Mente, conciencia plena (sati).
- Investigación de la naturaleza de la realidad (dhamma vicaya).
- Energía (viriya).
- Alegría (pīti).
- Tranquilidad (passaddhi) tanto del cuerpo como de la mente.
- Concentración, conciencia clara (samādhi) un estado de concentración mental calmado y de un solo punto[2]
- Ecuanimidad (upekkha). Aceptar la realidad tal como es (yatha-bhuta) sin deseo o aversión.

Esta evaluación de siete factores de iluminación es uno de los «siete conjuntos» de «estados relacionados con la iluminación» (bodhipakkhiyadhamma).
La palabra pali bojjhanga es un compuesto de bodhi (iluminación) y anga (factor). 